# Lubocza, Kraków

Wzgórza Krzesławickie, Quận XVII của Kraków, Ba Lan

Lubocza, trước đây là một ngôi làng ở ngoại ô Kraków, Ba Lan, giờ là một quận của Quận XVII (được gọi là Wzgórza Krzesławickie). Làng Lubocza lần đầu tiên được gia nhập vào quận Nowa Huta vào ngày 1 tháng 1 năm 1951. Nó trở thành một quận của Wzgórza Krzesławickie khi một quận mới, Quận XVII, được tách ra khỏi Nowa Huta vào năm 1990.

## Lịch sử
Lubocza lần đầu tiên được đề cập trong các đặc quyền của Bolesław Wstydliwy vào ngày 30 tháng 5 năm 1254 tại Korczyn. Tài liệu này xác nhận quyền sở hữu ngôi làng của các chị em Norbertine từ Zwierzyniec. Hai chị em sở hữu 37 ngôi làng, bao gồm cả Lubocza. Từ ngày 13 tháng 12 năm 1527 xuất hiện một bản sao của tài liệu này - là bằng của Zygmunt I của Ba Lan. Năm 1276, ngôi làng đã được trao đặc quyền thị trấn bởi những người lính của Kraków.
Vào ngày 5 tháng 9 năm 1939, quân đội Đức đã xâm chiếm ngôi làng và trưng dụng Trường tiểu học số 78 ở Kraków làm khu vực dành cho binh lính của họ. Vào ngày 18 tháng 1 năm 1945, phần lớn lực lượng Đức đã rút khỏi làng. Vào ngày hôm sau, một cuộc giao tranh giữa người Đức và Hồng quân đã dẫn đến cái chết của một số người Đức và phá hủy hai xe tăng: một củaĐức và một của Liên Xô.
Lubocza được điện khí hóa vào ngày 20 tháng 9 năm 1946. Vào ngày 1 tháng 1 năm 1951, Lubocza được sáp nhập vào Kraków.

## Giao thông
Khu vực này được phục vụ bởi các tuyến xe buýt MPK sau: 110 (Aleja Przyjażni - Wadów Tunel / Aleja Przyjażni - Węgrzynowice), 117 (Kombinat - uczanowice) và 242 (Kombinat - Krzysz.